# Bahnradsport-Weltmeisterschaften 1994

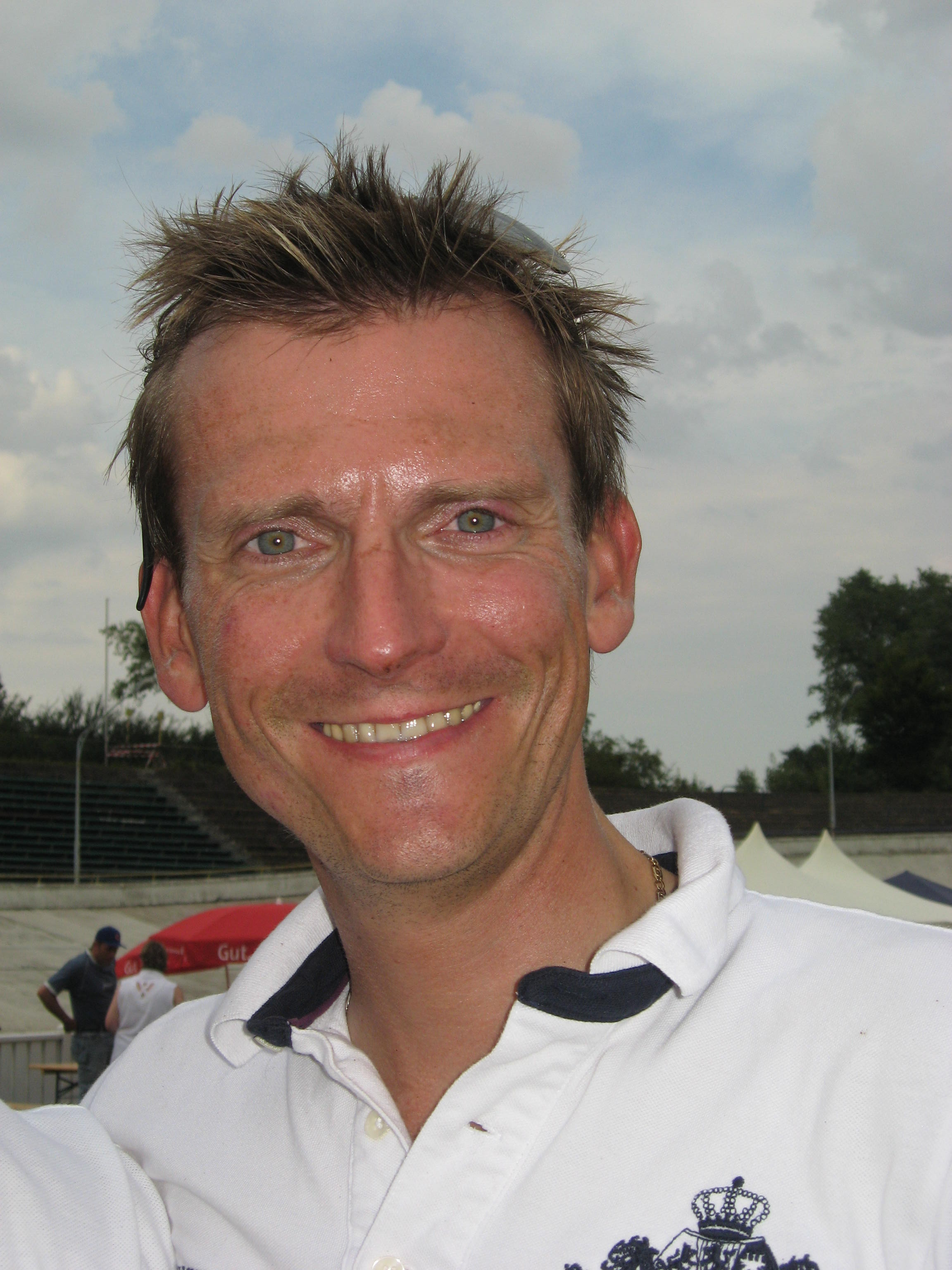
Carsten Podlesch wurde in Palermo letzter Steher-Weltmeister.

Die Bahnradsport-Weltmeisterschaften 1994 fanden im August 1994 in Palermo statt.
Es wurden elf Entscheidungen ausgetragen, acht für Männer, drei für Frauen. Tandem- und Steherrennen standen zum letzten Mal auf dem Programm einer Bahn-WM.

## Resultate

### Frauen
| Disziplin       | Platz | Land               | Athlet                |
| --------------- | ----- | ------------------ | --------------------- |
| Sprint          | 1     | Russland           | Galina Jenjuchina     |
|                 | 2     | Frankreich         | Félicia Ballanger     |
|                 | 3     | Russland           | Oxana Grischina       |
| Einerverfolgung | 1     | Frankreich         | Marion Clignet        |
|                 | 2     | Russland           | Swetlana Samochwalowa |
|                 | 3     | Vereinigte Staaten | Janie Eickhoff        |
| Punktefahren    | 1     | Niederlande        | Ingrid Haringa        |
|                 | 2     | Russland           | Swetlana Samochwalowa |
|                 | 3     | Belarus            | Ludmilla Gorojanskaja |

### Männer
| Disziplin             | Platz | Land               | Athlet                                                      |  |
| --------------------- | ----- | ------------------ | ----------------------------------------------------------- |  |
| Sprint                | 1     | Vereinigte Staaten | Marty Nothstein                                             |  |
|                       | 2     | Australien         | Darryn Hill                                                 |  |
|                       | 3     | Deutschland        | Michael Hübner                                              |  |
| Tandem                | 1     | Frankreich         | Fabrice Colas/Frédéric Magné                                |  |
|                       | 2     | Deutschland        | Emanuel Raasch/Jens Glücklich                               |  |
|                       | 3     | Italien            | Federico Paris/Roberto Chiappa                              |  |
| 1000 m Zeitfahren     | 1     | Frankreich         | Florian Rousseau                                            |  |
|                       | 2     | Vereinigte Staaten | Erin Hartwell                                               |  |
|                       | 3     | Australien         | Shane Kelly                                                 |  |
| Keirin                | 1     | Vereinigte Staaten | Marty Nothstein                                             |  |
|                       | 2     | Deutschland        | Michael Hübner                                              |  |
|                       | 3     | Italien            | Federico Paris                                              |  |
| Einerverfolgung       | 1     | Großbritannien     | Chris Boardman                                              |  |
|                       | 2     | Frankreich         | Francis Moreau                                              |  |
|                       | 3     | Deutschland        | Jens Lehmann                                                |  |
| Mannschaftsverfolgung | 1     | Deutschland        | Guido Fulst/Jens Lehmann/ Andreas Bach/Danilo Hondo         |  |
|                       | 2     | Vereinigte Staaten | Mariano Friedick/Dirk Copeland/ Carl Sundquist/Adam Laurent |  |
|                       | 3     | Australien         | Brett Aitken/Stuart O’Grady/ Rodney McGee/Tim O’Shannessey  |  |
| Punktefahren (50 km)  | 1     | Schweiz            | Bruno Risi                                                  |  |
|                       | 2     | Dänemark           | Jan Bo Petersen                                             |  |
|                       | 3     | Österreich         | Franz Stocher                                               |  |
| Steherrennen          | 1     | Deutschland        | Carsten Podlesch (hinter Dieter Durst)                      |  |
|                       | 2     | Österreich         | Roland Königshofer (hinter Karl Igl)                        |  |
|                       | 3     | Italien            | Alessandro Tresin (hinter Mauro Valentini)                  |  |

## Medaillenspiegel
| Rang | Land               | Gold | Silber | Bronze | Gesamt |
| ---- | ------------------ | ---- | ------ | ------ | ------ |
| 1    | Frankreich         | 3    | 2      |        | 5      |
| 2    | Deutschland        | 2    | 2      | 2      | 6      |
| 3    | Vereinigte Staaten | 2    | 2      | 1      | 5      |
| 4    | Russland           | 1    | 2      | 1      | 4      |
| 5    | Niederlande        | 1    |        |        | 1      |
| 5    | Großbritannien     | 1    |        |        | 1      |
| 5    | Schweiz            | 1    |        |        | 1      |
| 8    | Australien         |      | 1      | 2      | 3      |
| 9    | Österreich         |      | 1      | 1      | 2      |
| 10   | Dänemark           |      | 1      |        | 1      |
| 11   | Italien            |      |        | 3      | 3      |
| 12   | Belarus            |      |        | 1      | 1      |